# Våbensmuglingen
Våbensmuglingen er en dokumentarfilm fra 2014 instrueret af Andreas Koefoed efter manuskript af Tobias Lindholm og Andreas Koefoed.
Filmen blev nomineret til en Bodil for bedste dokumentar og til en TV Gold Award for bedste TV dokumentar.

## Handling
Filmen fortæller historien om danske Niels Holck og en af verdens største illegale våbennedkastninger. En nat i december 1995 falder fire ton våben ned fra himlen over en fjern landregion i Indien uden spor af, hvor de kommer fra, eller hvor de skal hen. Filmen rekonstruerer våbennedkastningen i en nervepirrende fortælling om to mænd, Niels Holck og Peter Bleach, der sætter livet på spil på en fælles mission, men med hver deres skjulte agenda, og den afdækker den mørklægning og ansvarsfraskrivelse, der finder sted, da missionen mislykkes.

## Modtagelse
Dokumentaren modtog stor ros af bl.a. Filmmagasinet Ekko: "Arkivmateriale og mesterlige rekonstruktioner mikses til en åndeløst spændende dokumentar-thriller i Andreas Kofoeds portræt af den danske våbensmugler Niels Holck".